# Walter Rempe
Walter Rempe (* 19. März 1934 in Düsseldorf; † 22. April 1993) war ein deutscher Politiker (SPD).

## Leben und Beruf
Walter Rempe absolvierte zunächst eine Ausbildung als Dreher, ehe er ein Abendgymnasium besuchte und dort 1958 die Abiturprüfung bestand. Danach nahm er ein Studium der Geschichtswissenschaften und der Anglistik an der Universität zu Köln auf, das er mit dem 1. und dem 2. Staatsexamen abschloss. 1975 übernahm er dann die Leitung des Köln-Kollegs, eines Instituts zur Erlangung der Hochschulreife. Diesen Posten bekleidete er bis 1990, zuletzt als Oberstudiendirektor.
Ab 1973 gehörte Rempe dem Verwaltungsrat der Stadtsparkasse Köln an, aus dem er 1989 als stellvertretender Vorsitzender ausschied. Er führte danach den Vorsitz in der Veranstaltergemeinschaft für Lokalfunk in der Stadt Köln.
Rempe starb 1993 im Alter von 59 Jahren. Seine Grabstätte befindet sich auf dem Kölner Südfriedhof.

## Politik
Walter Rempe trat 1962 in die SPD ein und wurde 1968 in den Vorstand des Parteiunterbezirks Köln gewählt. Ab 1969 war er Mitglied des Kölner Stadtrats, wo er bis 1989 verblieb; 1980 wurde er dort stellvertretender Fraktionsvorsitzender.
Im Jahr 1990 stellte seine Partei ihn schließlich als Direktkandidaten für den Bundestagswahlkreis Köln I auf, wo er die Nachfolge des ehemaligen Bundesministers Hans-Jürgen Wischnewski antrat. Er wurde mit 45,2 Prozent der Erststimmen in den Bundestag gewählt, verstarb aber noch vor Ende der Legislaturperiode am 22. April 1993. Sein Nachfolger im Bundestag wurde Hans-Peter Kemper.